# 강 (시호)
강은 시호에 쓰이는 글자로, 康, 剛, 糠, 荒이 있다. 康은 《일주서》 〈시법해〉에 연원유통(淵源流通), 풍년호락(豐年好樂), 안락무민(安樂撫民), 영민안락(令民安樂)을 일컫는다고 한다. 剛은 강의과감(彊毅果敢), 추보전과(追補前過)를 일컫는다고 한다. 荒과 糠은 '공허하다'의 의미로 槺과 통하여 같은 시호로 쓰이는데, 《일주서》 시법해에서 荒은 호락태정(好樂怠政)을, 糠은 흉년무곡(凶年無穀)을 일컫는다고 한다. 또 《한서》의 안사고 주석에 糠은 호락태정(好樂怠政)을 일컫는다고 한다.

## 강황제(康皇帝)
- 동진 강제 사마악
- 요 강제 야율현
- 서하 강제 이병상
- 주 강제 주예조 (추존)
- 명 강제 주표 (추존)
- 베트남 응우옌 왕조 강제 완복양 (추존)

## 강왕(康王)
- 서주 강왕
- 송 강왕
- 초 강왕
- 전한 교동 강왕 유기

## 강왕(剛王)
- 전한 청하 강왕 유의
- 전한 하간 강왕 유기

## 강왕(糠王, 荒王)
- 전한 성양 강왕 유순
- 전한 양 강왕 유가
- 전한 중산 강왕 유곤치
- 명 노 강왕 주단

## 강공(康公)
- 제 강공
- 진 강공

## 강후(剛侯)
- 극포강후 시무
- 소칙
- 진양강후(晉陽剛侯) 장료
- 황충

## 강후(荒侯)
- 무양강후 번시인
- 십방강후 옹거록
- 조양강후 유성
- 건평강후 두업
- 홍양강후 왕립

## 강남(康男)
- 허 강남

## 기타
- 위 강숙 (시호는 아니다)